# Egan (Dacota do Sul)
Egan é uma cidade localizada no estado norte-americano de Dakota do Sul, no Condado de Moody.

## Demografia
Segundo o censo norte-americano de 2000, a sua população era de 265 habitantes.
Em 2006, foi estimada uma população de 259, um decréscimo de 6 (-2.3%).

## Geografia
De acordo com o United States Census Bureau tem uma área de
1,8 km², dos quais 1,8 km² cobertos por terra e 0,0 km² cobertos por água.

## Localidades na vizinhança
O diagrama seguinte representa as localidades num raio de 24 km ao redor de Egan.